# Ujście (miasto)
Ujście (niem. Usch) – miasto w woj. wielkopolskim, w powiecie pilskim, siedziba gminy miejsko-wiejskiej Ujście.
30 czerwca 2016 roku miasto liczyło 3750 mieszkańców.
Ujście leży na historycznej Krajnie. Miasto królewskie należało do starostwa ujskiego, pod koniec XVI wieku leżało w powiecie poznańskim województwa poznańskiego.

## Położenie
Ujście leży 10 km na południe od Piły, w Dolinie Środkowej Noteci, na skraju Wysoczyzny Chodzieskiej, u ujścia Gwdy do Noteci. Przez miasto przebiega droga krajowa nr 11 Kołobrzeg – Bytom, droga wojewódzka nr 182 do Międzychodu oraz linia kolejowa Piła – Mirosław (prowadzony jest na niej tylko ruch towarowy); kiedyś linia prowadziła do miejscowości Bzowo Goraj.
W latach 1975–1998 miasto administracyjnie należało do województwa pilskiego.

## Nazwa
Miasto pierwotnie związane było z Wielkopolską. Ma metrykę średniowieczną i istnieje co najmniej od początku XII wieku, kiedy to wymieniono ją w zlatynizowanych formach Vscze oraz Uzda (łac. ad Uzdam). Później także notowane było w innych formach w 1223 Uscze, Usce, 1223 Vste, 1224 Uscie, 1225 Usce, Vsce, 1227 Uszcze, 1233 Vuste, 1234 Usche, Vsche, 1234 Usds, 1244 Husce, 1257 Uste, 1266 Usczie, 1268 Ussce, 1280 Uschye, 1284 Uscze, Usscze, 1285 Usczce, 1287 Usczye, 1291 Usze, 1294 Uzech, 1312 Uzek, 1336 Usth, 1337 Uszczie, 1338 Uzst, 1404 Ust, Usk, 1406 Owst, 1410 Wscze, 1419 Hussczye, 1421 Vsczye, 1428 Vszcze, Wsscze, 1432 Usz, Uscz, 1513 Huscze, Hussczye.
Nazwa miejscowości ma swój źródłosłów w polskiej nazwie ujście oznaczającej końcowy bieg rzeki, tzw. „ujście rzeki”. W tym wypadku oznacza ujście rzeki Gwdy do Noteci. Miejscowość w zlatynizowanej formie Uscze notuje Gall Anonim w swojej Kronice polskiej spisanej w latach 1112–1116. We fragmencie „Pomorani Uscze, Bolezlavi castrum” (pol. „gród Bolesława pomorskie Uście”) opisuje walki Polaków z Pomorzanami.
Miejscowość jako miasto pod zlatynizowaną nazwą Uschye we fragmencie wymieniającym kasztelana ujskiego Bogusława łac.Boguslao castellano de Uschye wspomniana jest w łacińskim dokumencie wydanym w Gnieźnie w 1280 roku, sygnowanym przez króla polskiego Przemysła II. Kolejny łaciński dokument wydany przez tego króla w Gnieźnie w 1283 roku wymienia miejscowość pod nazwą Usze, podając imię kasztelana ujskiego Bogusława we fragmencie „Boguslavo castellano de Usze”.

## Historia
Miasto, a wcześniej gród, leżało przy granicy Pomorza, Wielkopolski oraz Nowej Marchii należącej do Brandenburgii i pełniło rolę ważnego lokalnego ośrodka pomiędzy Polską a Brandenburgią oraz księstwami pomorskimi. Miejscowość w 1413 leżała w powiecie nakielskim, a w 1430 w powiecie poznańskim Korony Królestwa Polskiego. W 1430 była siedzibą własnej parafii, a w 1508 należała do 1510 do dekanatu Oborniki.
Tereny, na którym położone jest miasto, zasiedlone były jednak wcześniej. Prowadzone w latach pięćdziesiątych XX wieku prace archeologiczne dostarczyły licznych materiałów dowodzących istnienia grodu już w VII wieku. Nad Notecią na północny wschód od rynku odkryto ślady osady, portu oraz wału. W VIII-IX wieku użytkowana była osada nadrzeczna, a przystań w X-XII wieku. Kilkadziesiąt metrów na zachód od rynku archeolodzy odkryli ślady zachodniego fragmentu wału grodu, a na posesji przy południowo-zachodnim narożniku rynku, który znajdował się wewnątrz dawnego grodu, odkryto pozostałości drewnianych chat, ulic moszczonych drewnem, liczne fragmenty ceramiki i innych przedmiotów, a także szczątki zwierząt i ryb. Gród w Ujściu został rozbudowany przez Bolesława Chrobrego, stając się ważną twierdzą graniczną, strzegącą przeprawy od strony Pomorza. Gród ulokowany był w miejscu połączenia się dwóch rzek: Gwdy i Noteci. Słownik geograficzny Królestwa Polskiego odnotował również znaleziska archeologiczne jakich dokonano w XIX wieku. Na obszarze miejskim wykopano monety rzymskie z czasów Trajana, 2 fibule oraz artefakty celtyckie.
Pierwsza wzmianka o Ujściu w dokumentach pisanych pochodzi z 1108 roku z kroniki Galla Anonima i odnosi się do wojen prowadzonych przez Bolesława Krzywoustego w celu przywrócenia Pomorza Polsce. Najcięższe walki z Pomorzanami to okres panowania Bolesława Krzywoustego, zwłaszcza rok 1108, kiedy Bolesław udał się na Węgry. Okazję wykorzystał książę pomorski Gniewomir, który z powodzeniem oblegał gród, zdobywając go. Gniewomir przyjął chrzest i zarządzał grodem. Mimo powrotu Bolesława Krzywoustego z wyprawy, nie udało mu się jednak odbić grodu.
Kolejna wzmianka o Ujściu pochodzi z żywotu św. Ottona zapisanego w Prüfening w 1125. Biskup bamberski Otto wracając po odbyciu wyprawy chrystianizacyjnej na Pomorzu, przebyć miał straszną puszczę i dotrzeć do grodu Ujście położonego na najdalszych kresach Polski.
W 1223 roku książę wielkopolski Władysław Odonic przy pomocy księcia pomorskiego Świętopełka zdobył gród ujski na stryju Władysławie Laskonogim. Odtąd Odonic tytułował się w dokumentach jako „Książę na Ujściu” (dux de Usce). W 1227 Władysław Laskonogi oblegał gród, ale niespodziewany wypad zbrojny z grodu dokonany przez Odonica powstrzymał oblężenie. Napastnicy zostali pokonani, a wśród zabitych był wojewoda Władysława Laskonogiego - Dobrogost. W 1234 książę Władysław Odonic zawarł pokój z księciem śląskim Henrykiem Brodatym, dokonując z nim podziału Wielkopolski wzdłuż rzeki Warty, zastrzegając sobie jednak posiadanie grodów Nakło, Ujście, Czarnków, Wieleń i Drzeń. W 1239 umierający Władysław Odonic posiadał już nieliczne grody w tym Ujście, Nakło i Śrem.
Po jego śmierci w 1239 roku skończyła się rola Ujścia jako stolicy samodzielnego księstewka. W 1249 książę wielkopolski Przemysł I dał swemu bratu Bolesławowi Pobożnemu grody Gniezno, Bnin, Giecz, Biechowo, Ostrów, Nakło, Ujście, Czarnków i Śrem. W 1250 Przemysł uwięził brata i zajął jego grody. Ostatecznie w 1253 w podziale pomiędzy braćmi Ujście przypadło dzielnicy poznańskiej Przemysła I, a później Przemysła II. Po jego śmierci w 1296 miasto na krótko zajęli Brandenburczycy, ale Polacy odzyskali je już w 1298.

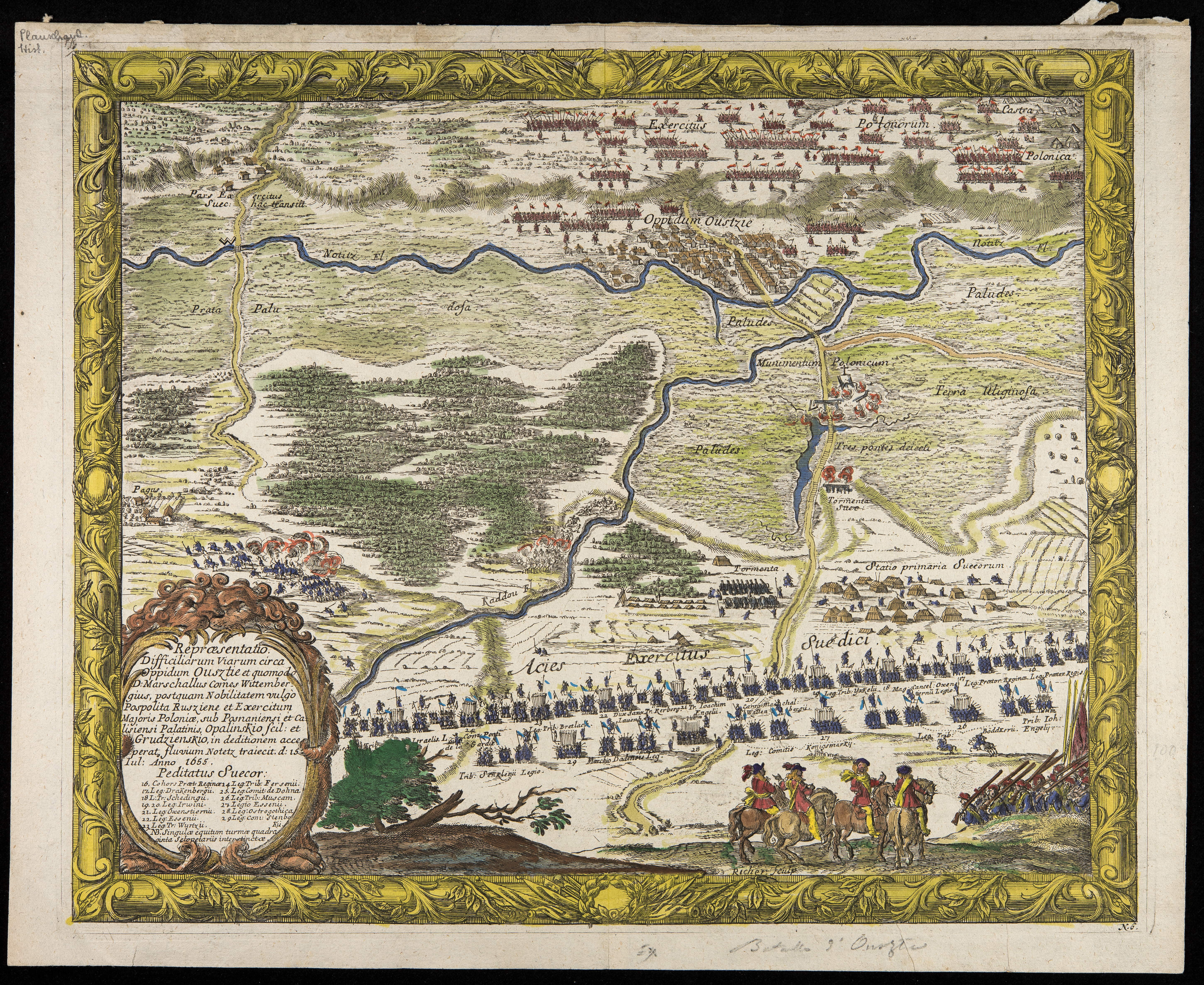
Erik Dahlbergh Bitwa pod Ujściem, 1655

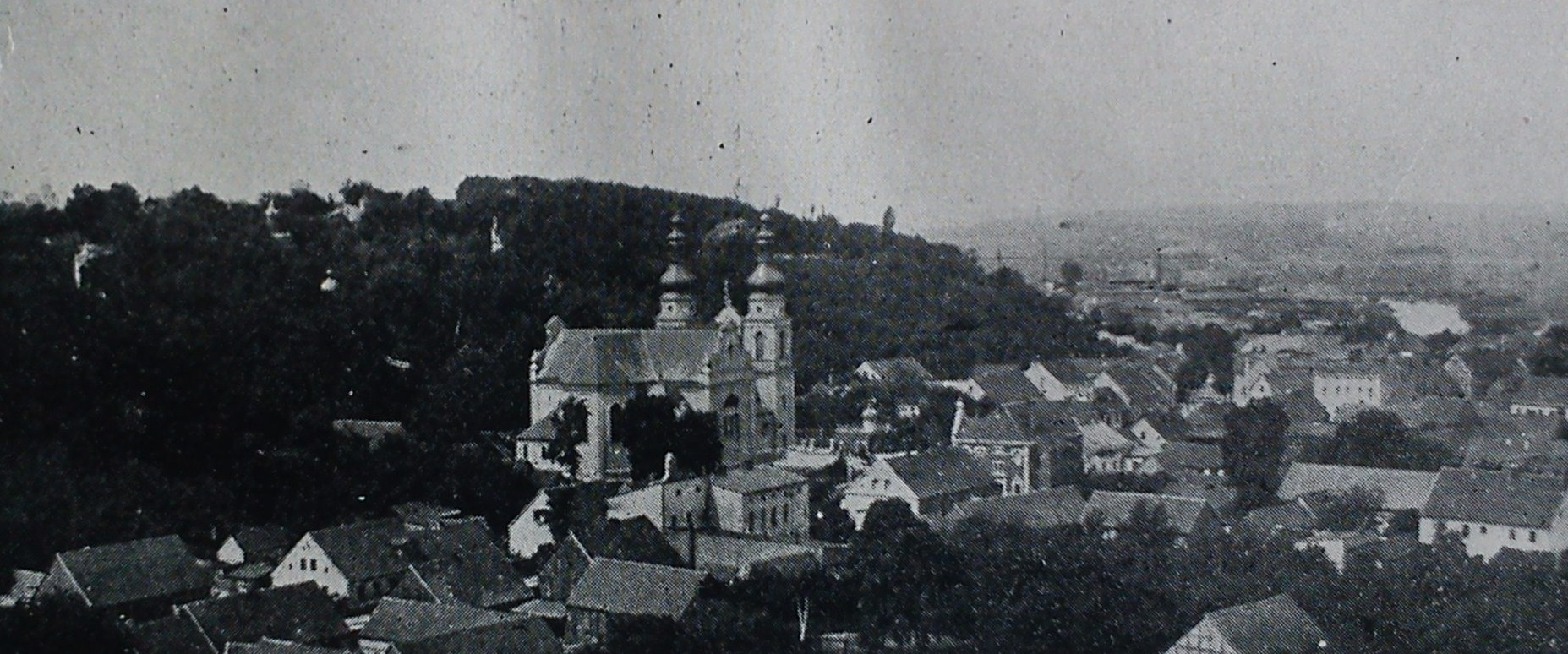
Panorama Ujścia w 1910

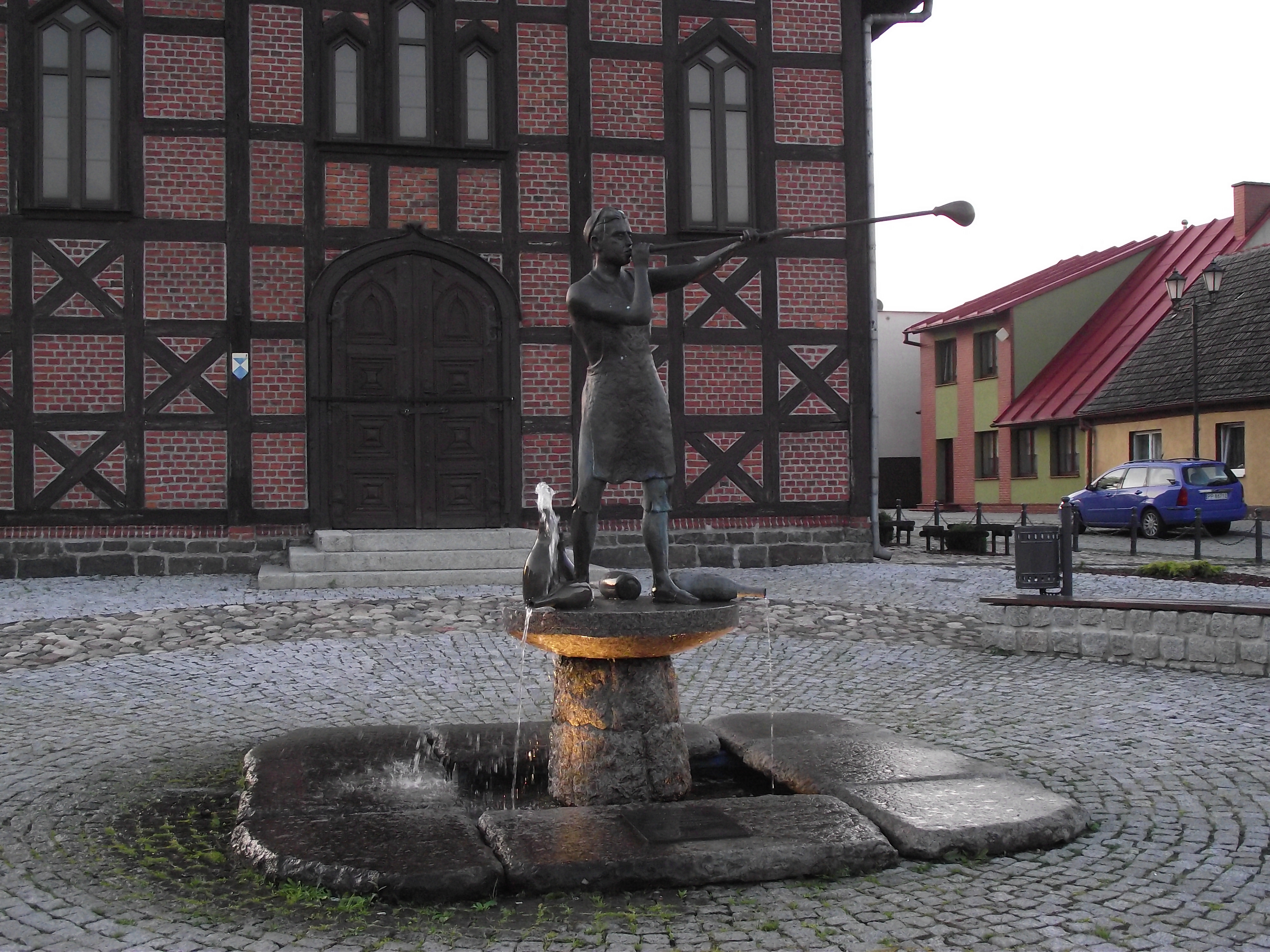
Fontanna – pomnik hutnika, upamiętniająca 200-lecie powstania Huty Szkła w Ujściu

Od przełomu XIV i XV wieku Ujście wraz z okolicznymi włościami stanowiło dobra królewskie (tzw. królewszczyznę) jako starostwo ujskie (później przemianowane na ujsko-pilskie). Ujście otrzymało prawa miejskie 24 czerwca 1413 roku na mocy dokumentu wydanego przez Władysława Jagiełłę. Dokument z 1413 mówi o tym, że król polski Władysław Jagiełło pragnąc zapobiec codziennym niebezpieczeństwom położnego na granicy miasta Ujście, nadał mu prawo miejskie i przeniósł je z prawa polskiego na prawo magdeburskie nakazując staroście nakielskiemu i wszystkim innym urzędnikom, by nie czynili przeszkód kupcom udającym się do Ujścia.
W czasie wojny trzynastoletniej Ujście wystawiło w 1458 roku 10 pieszych na odsiecz oblężonej polskiej załogi Zamku w Malborku. Od początku XVI wieku potwierdzone zostało prowadzenie ksiąg miejskich, które zaginęły w okresie II wojny światowej. Jeszcze na początku XX wieku w zbiorach Historische Gesellschaft für den Netzedistrikt w Bydgoszczy znajdowały się przywileje cechu piwowarskiego w Ujściu prowadzone od roku 1593.
Miejscowość wspominały również historyczne dokumenty podatkowe. W 1507 Ujście płaciło szos. Na rzece Gwdzie stał młyn wodny o jednym kole. W 1508 odnotowano od niego pobór podatków. W 1534 miał miejsce także pobór z parafii ujskiej poza miastem. W 1563 odnotowano płatność szosu. W 1565 miasteczko Ujście miało 5 śladów miejskich, 70 domów, 29 mieszczan posiadających łąki na kępie, 11 posiadało barcie. Odnotowano wówczas także jednego kołodzieja, zduna, 14 rybaków. Mieszkańcy uprawiali także chmiel i produkowali 24 ćwiertnie słodu. Pobierano mostowe - od każdego konia i wołu po jednym groszu, co przynosiło rocznie 17 złotych i 18 groszy. W 1580 odbył się pobór podatków z miasta. Pobrano dwie grzywny szosu, po 30 gr od 8 łanów, a także po 15 gr od 3 szewców, rzeźnika, kowala i piekarza. Pobrano po 24 groszy od 2 kotłów do palenia gorzałki, od 8 rybaków po 8 groszy, od 4 komorników po 6 groszy, razem 20 zł 1 gr. Pobór od każdego z 35 średnich warów gorzałki po 10 beczek wyniósł natomiast jeden złoty, 3 grosze i 6 denarów. W sumie podatki z Ujścia wyniosły wtedy 58 złotych, 27 groszy i 12 denarów.
W 1513 król polski Zygmunt II August rozstrzygnął spór tenutariusza ujskiego Hieronima Mosińskiego z Bnina z mieszczanami z Ujścia i Piły o użytkowanie rzek, jezior, rybołówstwo i prawo do polowania. Król nakazał mieszczanom posłuszeństwo wobec tenutariusza oraz wobec wójta, a Hieronimowi polecił wybaczyć występki mieszczan oraz zapłacić po 20 grzywien na rzecz sierot w tych miastach. W 1514 król zezwolił mu wykupić wieś Rataje, należącą do starostwa ujskiego, z rąk Piotra i Mikołaja, braci de Chodecz z Chodzieży. W 1518 król ten zezwolił tenutariuszowi ujskiemu Hieronimowi Mosińskiemu na wykup wójtostwa w Ujściu z rąk Jana i Anny Krzywda za sumę zgodną z brzmieniem przywileju wójtowskiego. W 1588 król Zygmunt III Waza nadał wójtostwo ujskie cześnikowi koronnemu Wojciechowi Sośnickiemu skonfiskowane poprzednim posiadaczom mocą decyzji sejmu, a w 1589 Sośnicki odstąpił je tenutariuszowi ujskiemu Piotrowi Potulickiemu. W 1541 biskup włocławski Łukasz Górka, starał się o starostwo ujskie dla brata swego Andrzeja Górki, który je uzyskał przed 1552. Około 1561 trzymał je Stanisław Górka.
Przed rokiem 1603 w mieście istniał już szpital. W 1603 Król polski Zygmunt III Waza darował mu jeden łan roli, zwany łanem wachowskim, znajdujący się na obszarze przyległej Nowej Wsi, gdzie prócz tego szpital miał także inne posiadłości w tym ogród, łąk i półłanek roli. Został on uposaży również w odsetki od 60 grzywien, zapisanych na majętności jabłonowskiej Andrzeja Przecławskiego. W 1641 wizytacja kościelna w Ujściu odnotowała istnienie szkoły kościelnej. Od roku 1619 w mieście działało Bractwo Świętej Anny.
W czasie potopu szwedzkiego w lipcu 1655 pod miastem stanęło wojsko szwedzkie Karola Gustawa. W dniu 25 lipca odbyła się pod Ujściem bitwa, w której starła się piętnastotysięczna armia pospolitego ruszenia szlachty wielkopolskiej pod dowództwem wojewody poznańskiego Krzysztofa Opalińskiego oraz wojewody kaliskiego Andrzeja Karola Grudzińskiego poddała Wielkopolskę siedemnastotysięcznej armii szwedzkiej.
W wyniku I rozbioru Polski w 1772 roku Prusacy zagarnęli miasto wraz z całym okręgiem nadnoteckim. W 1788 w mieście odnotowano było 112 dymów czyli domów oraz 693 mieszkańców. W 1811 było 120 dymów, 769 mieszkańców, w 1816 roku 110 dmymów i 615 mieszkańców w tym 477 katolików, 79 protestantów i 59 żydów. W 1830 miasto liczyło 140 domów, 1047 mieszkańców w tym 739 katolików, 198 protestantów, 110 żydów. W 1843 roku odnotowano 1715 mieszkańców, a w 1861 było ich już 2269 i w 1871 roku 2138. Jako miasto leżące w powiecie chodzieńskim w dekanacie czarnkowskim, odległe 14 kilometrów od Chodzieży wymienia ją XIX wieczny Słownik geograficzny Królestwa Polskiego. Odnotował on w miejscowości dwa kościoły parafialne katolicki oraz protestancki, zbudowany po roku 1830, szkołę miejską, dwa mosty na Noteci i na Gwdzie, stację telegraficzną, urząd pocztowy, komisarza obwodowego, urzędu stanu cywilnego, lekarza oraz aptekarza. Miejscowość w 1885 liczyła 492 rodziny, 2164 mieszkańców w tym 1301 katolików, 77 protestantów i 92 żydów z czego 1010 było płci męskiej, 1154 żeńskiej. Miasto zajmowało 1737 ha, w tym 629 ha ziem uprawnych, 142 ha łąk i 88 lasu.
W 1809 roku powstała w Ujściu huta szkła Neo Friedrichstahl, która w 1885 miała 16 zabudowań, a na jej terenie mieszkało 160 mieszkańców. Ważnym wydarzeniem dla rozwoju miasta było uregulowanie Noteci i melioracja łąk w dolinie, przeprowadzone w końcu XIX wieku.
Okres międzywojenny przyniósł ze sobą stagnację. W 1920 r. Ujście powróciło do państwa polskiego, stając się miastem nadgranicznym – granicę polsko-niemiecką wytyczono na przepływającej u stóp miejscowości Noteci i dalej na Gwdzie. W okresie międzywojennym w miejscowości stacjonowała placówka Straży Granicznej I linii „Ujście”.
W okresie II wojny światowej Niemcy zburzyli pomnik powstańców wielkopolskich i Kalwarię, a wielu mieszkańców miasta wysiedlili w ramach przesiedleńczej akcji germanizacyjnej Heim ins Reich.

## Zabytki

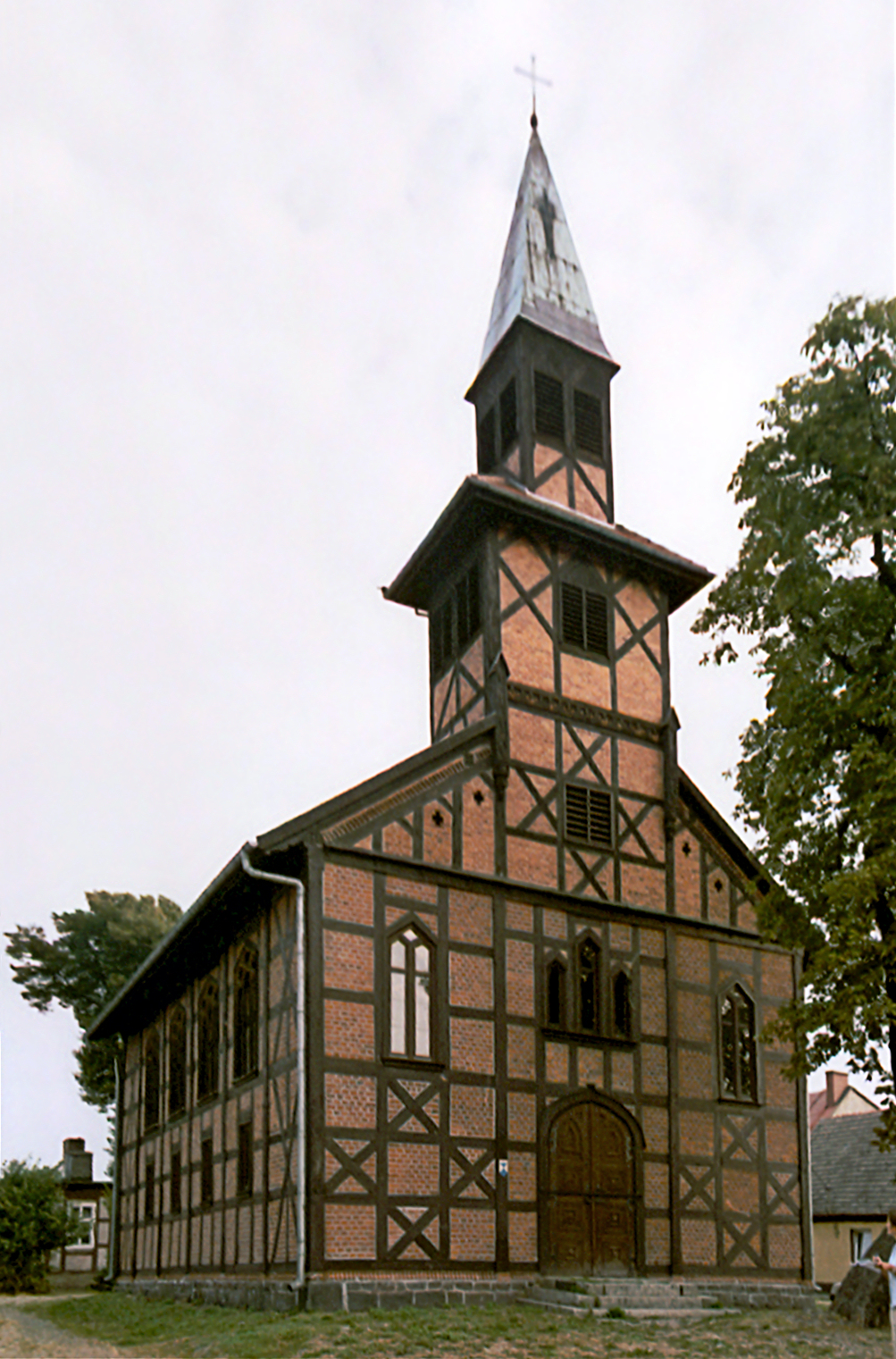
Dawny kościół ewangelicki z muru pruskiego, (1851–1852)

- neobarokowy kościół św. Mikołaja wybudowany w latach 1905–1907; we wnętrzu:
  - neobarokowe wyposażenie
  - ołtarze boczne i chrzcielnica z XVIII wieku
- Kalwaria ujska zbudowana w latach 1890–1907 na stromej skarpie Doliny Noteci, zburzona przez hitlerowców w 1941 roku, prowizorycznie odbudowana w 1976 roku, od 1998 roku odbudowywana częściowo w dawnej formie
- dawny kościół ewangelicki z lat 1851–1852, szachulcowy, zbudowany zapewne na miejscu dawnego grodu i zamku
- szachulcowa pastorówka z połowy XIX wieku
- eklektyczny ratusz z XIX wieku
  - na ścianie tablice: ku czci mieszkańców Ujścia zamordowanych w latach okupacji hitlerowskiej oraz z okazji 550-lecia praw miejskich (z 1963 roku)
- drewniane budynki niemieckiej straży granicznej
- kilka domów z początku XIX wieku

## Demografia

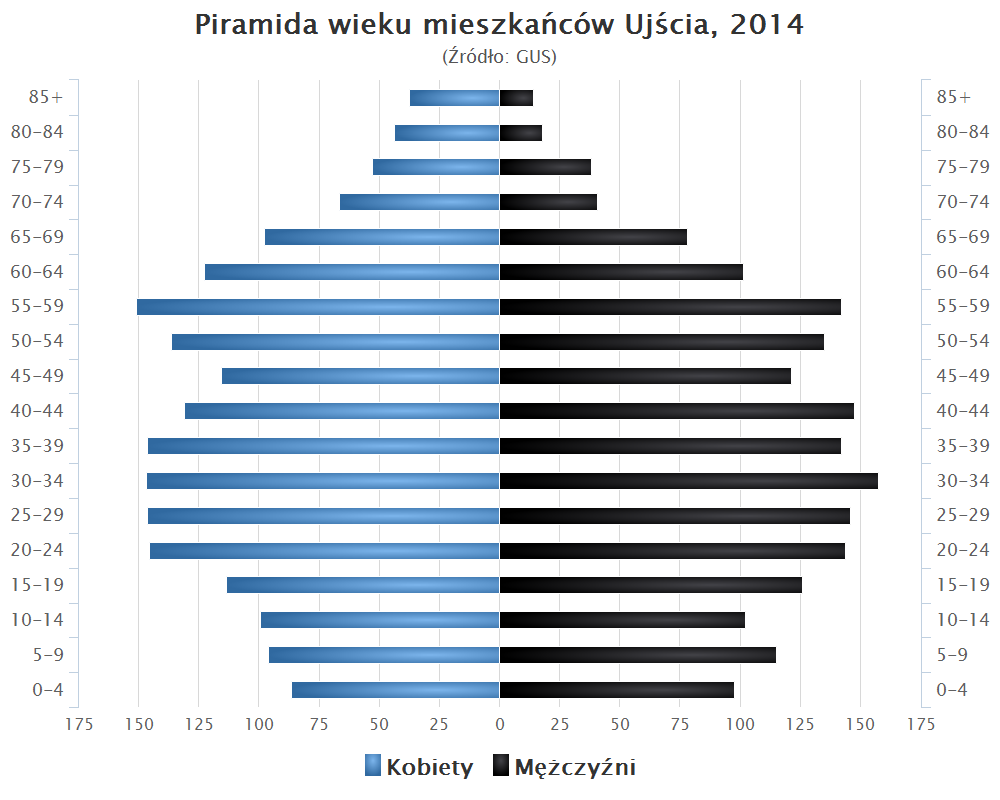
Piramida wieku mieszkańców Ujścia w 2014 roku

## Wspólnoty wyznaniowe
- Kościół rzymskokatolicki:
  - parafia św. Mikołaja
- Świadkowie Jehowy
  - zbór[13].

## Gospodarka
Na zachód od miasta, na krawędzi doliny, znajduje się kopalnia piasku wykorzystywanego do produkcji szkła. Nad Notecią położony jest port rzeczny.

## Oświata
- Przedszkole Publiczne im. Króla Maciusia I z Oddziałem Zamiejscowym w Kruszewie z siedzibą w Ujściu,
- Szkoła Podstawowa im. Jana Pawła II w Ujściu, podzielona na 2 budynki

## Sport
- Klub piłkarski grający w B-klasie – KS Unia Ujście.

## Przyroda

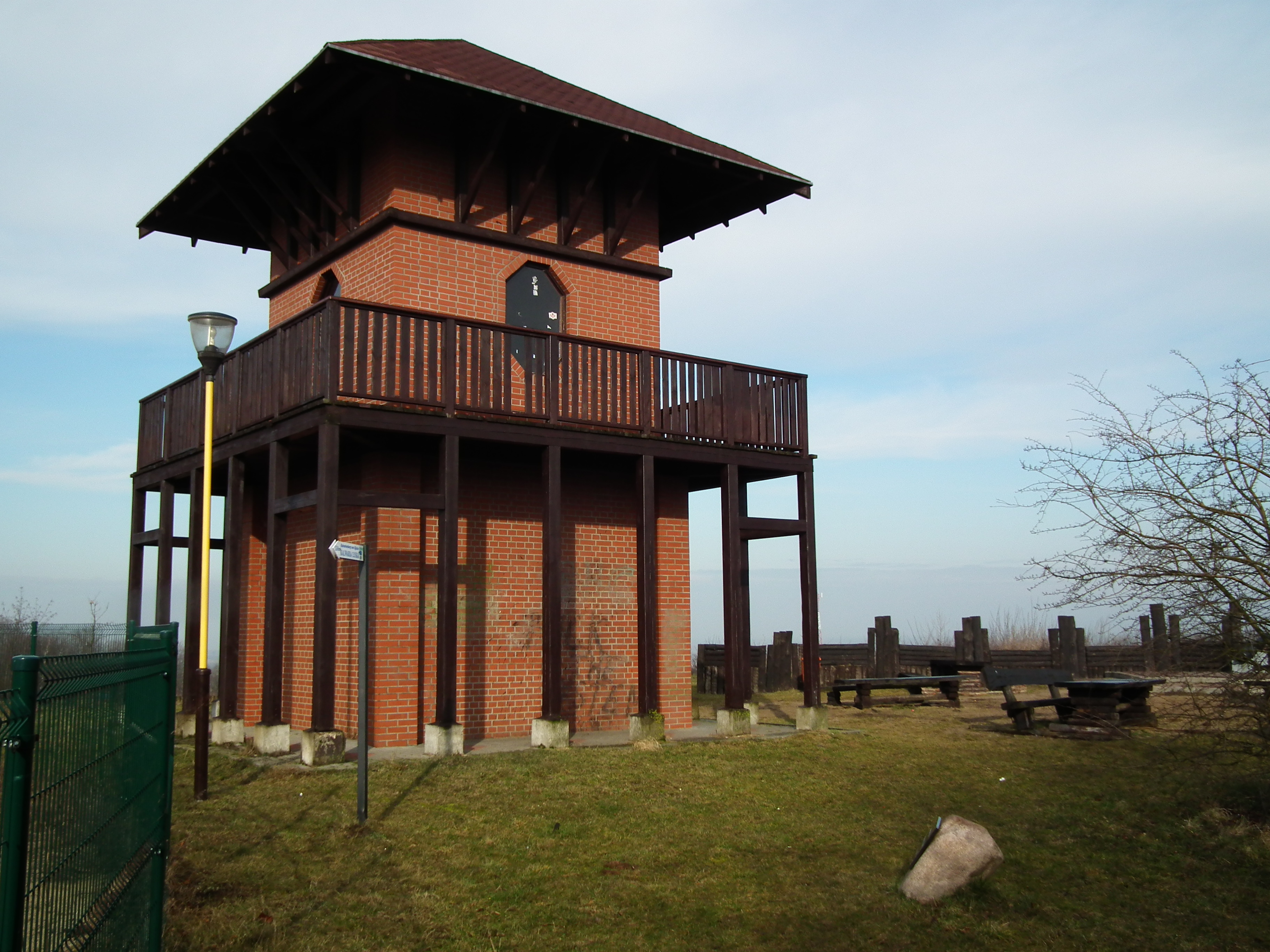
Wieża widokowa na dolinę Noteci

- Orla Góra położona 200 m na zachód od Kalwarii; rozciąga się z niej rozległy widok na Dolinę Noteci i Piłę,
- stroma krawędź Doliny Noteci, ciągnąca się od Nietuszkowa do Wilanowca.

## Miasta partnerskie
Gminy partnerskie:
- Krakow am See (Niemcy)
- Kaźmierz (Polska)